# جورج مارتن (لاعب كريكت بريطاني)
جورج مارتن (29 نوفمبر 1875 في المملكة المتحدة - ) (بالإنجليزية: George Martin)‏ هو لاعب كريكت بريطاني. لعب مع نادي مقاطعة هامبشاير للكريكت ‏.

## وصلات خارجية
- جورج مارتن على موقع إي آس بي آن كريك إنفو (الإنجليزية)